# François Christophe Kellermann
François Christophe Kellermann (ur. 28 maja 1735 w Strasburgu; zm. 13 września 1820 w Paryżu) – francuski generał okresu rewolucji francuskiej oraz marszałek Cesarstwa Francuskiego; książę Valmy; ojciec gen. François Étienne Kellermanna.
Do wojska wstąpił w wieku 15 lat, walczył w wojnie siedmioletniej (1756–1763).
W 1770 roku został wysłany przez króla Francji Ludwika XV do Polski jako instruktor wojskowy konfederatów barskich.
W ramach swej misji, zorganizował i szkolił konfederacką kawalerię.
Wybuch rewolucji francuskiej zastał go w stopniu generała brygady.
W 1792 roku, dowodził Armią Metzu wypełniającą rozkaz osłony Alzacji.
W bitwie pod Valmy poderwał do walki słabo wyszkolonych ochotników, co przeważyło szalę zwycięstwa. W dalszej kampanii odbił twierdze w Verdun i Longwy.
W listopadzie 1792 roku został przeniesiony na dowódcę Armii Alp, z którą w sierpniu 1793 roku prowadził oblężenie Lyonu by następnie zmusić wojska wojska Piemontu do wycofania z Francji.
Został uznany za niepewnego politycznie przez rządy jakobinów, oskarżony i skazany na więzienie - przesiedział 13 miesięcy w paryskim więzieniu. Po obaleniu jakobinów, w styczniu 1795 roku powrócił na dawne stanowisko. Dwa lata później  został członkiem kolejnych komitetów wojskowych i inspektorem Armii Holandii.
W roku 1804 został awansowany przez Napoleona na stopień marszałka Francji, głównie za zasługi pod Valmy. W 1807 roku Napoleon nadał mu tytuł księcia Valmy, a także nagrodził posiadłością ziemską Johannisberg.
Po abdykacji Napoleona w 1814 roku przeszedł na stronę Burbonów, natomiast podczas Stu Dni pozostał na uboczu.
Został członkiem Izby Parów uchodząc za liberała.
Zmarł w Paryżu, w testamencie zarządził, by pod Valmy wzniesiono pomnik ku czci poległych żołnierzy i by u jego stóp złożyć jego serce.
Napoleon cenił go jako sprawnego organizatora służb wojskowych.

## Odznaczenia[1]
- Wielki Orzeł Legii Honorowej
- Krzyż Wielki Orderu Świętego Ludwika
- Krzyż Wielki Orderu Orła Czerwonego (Królestwo Prus)
- Krzyż Wielki Orderu Orła Złotego (Królestwo Wirtembergii)
- Krzyż Wielki Orderu Wierności (Wielkie Księstwo Badenii)

## Galeria

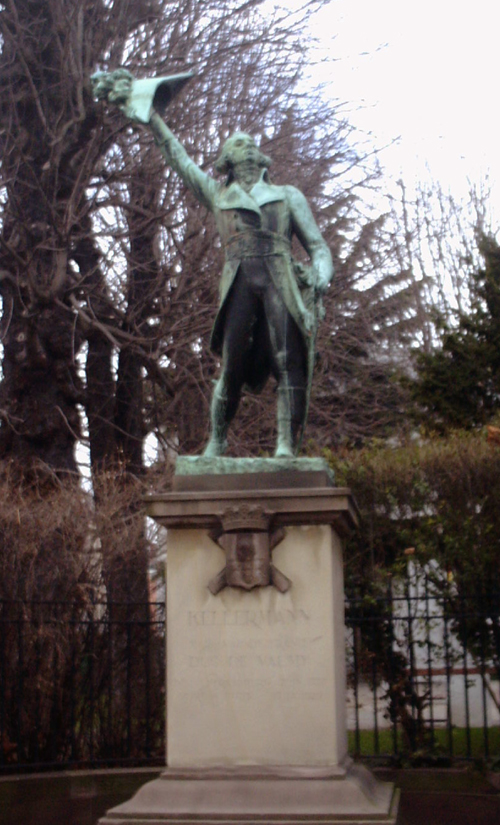
Pomnik gen. François Christophe'a Kellermanna w Strasbourgu
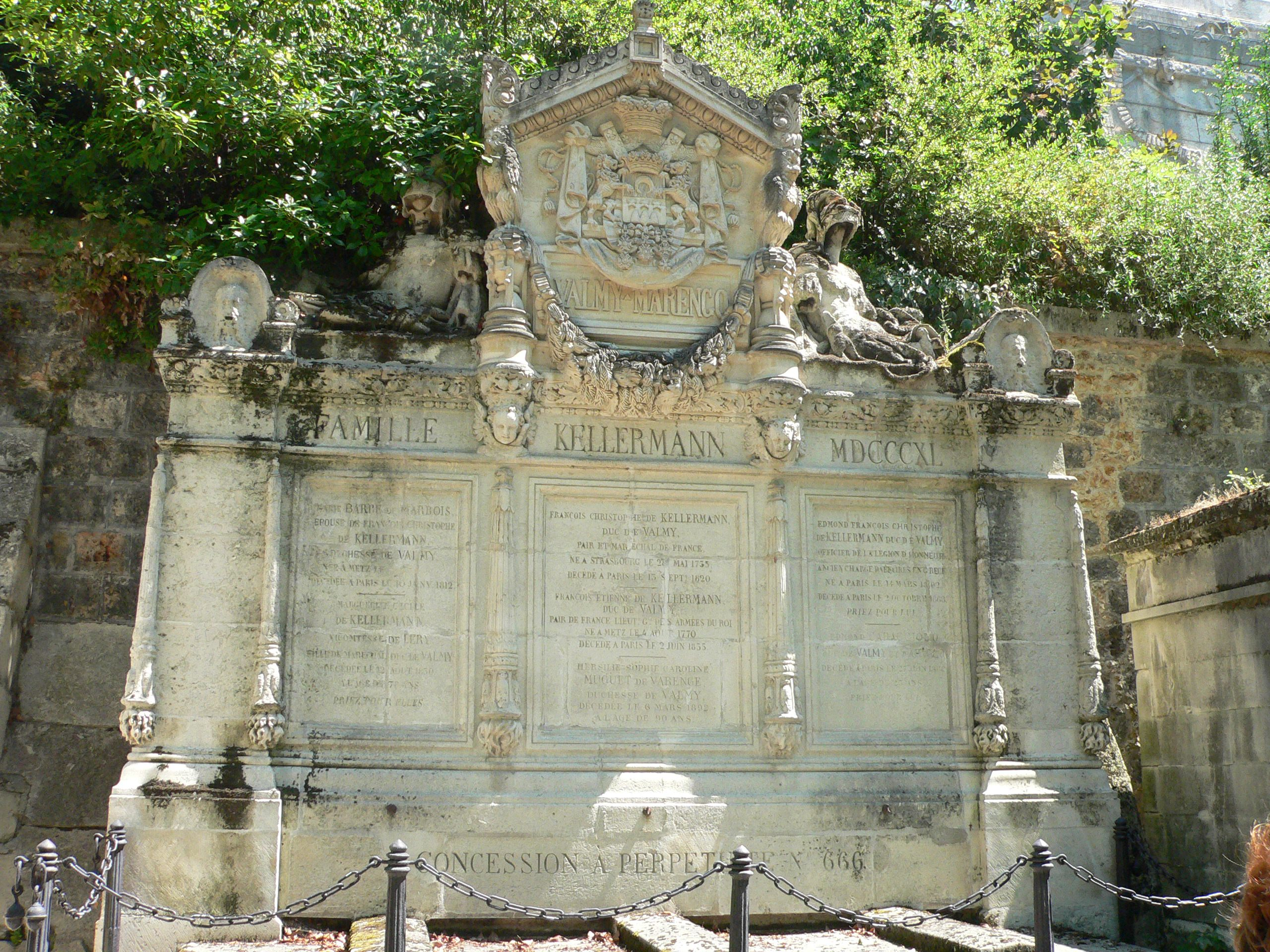
Grobowiec rodziny Kellermann na paryskim cmentarzu Père Lachaise